# Iglesia de Tenaún
La Iglesia de Tenaún, también conocida como Iglesia de Nuestra Señora del Patrocinio, es un templo católico situado en la localidad de Tenaún, en la comuna chilota de Dalcahue en la Región de Los Lagos, Zona Sur de Chile.
Forma parte del grupo de 16 iglesias de madera de Chiloé calificadas como Monumento Nacional de Chile y reconocidas como Patrimonio de la Humanidad por la Unesco.
Su construcción está hecha en madera y su santa patrona es Nuestra Señora del Patrocinio, cuya fiesta se celebra el 30 de enero.
Este templo es cabecera de la parroquia Patrocinio San José, una de las 24 que componen la diócesis de Ancud.

## Características arquitectónicas
La Iglesia de Tenaún tiene un largo de 42.40 metros y un ancho de 14 metros, la altura de la nave central es de 6.90 metros, mientras que la altura de la nave lateral es de 4.30 metros. Su torre más alta tiene una altura de 26.10 metros.
La iglesia está asentada en una base de piedras y madera de coigüe. Su estructura está compuesta principalmente por madera de tepa, tenío y canelo. El revestimiento interior es de madera de alerce, mientras que el revestimiento exterior es de tejuelas de alerce y traslapo de ciprés de las Guaitecas y alerce. La techumbre es de planchas onduladas de fierro galvanizado.
La iglesia de Tenaún tiene un buen estado de conservación. Fue restaurada en 1999, entre 2005 y 2006, se restauró la torre y la fachada; entre mayo de 2010 y mayo de 2011, se restauró la nave y la bóveda.